# Großer Preis von Abu Dhabi
Der Große Preis von Abu Dhabi ist ein Motorsportrennen im Rahmen der Formel 1. Er findet seit 2009 auf dem Yas Marina Circuit in Abu Dhabi (Vereinigte Arabische Emirate) statt. Das erste Rennen wurde am 1. November 2009 ausgetragen.
Die Strecke wurde vom Aachener Architekten Hermann Tilke entworfen. Im Gegensatz zu vielen anderen von diesem Architekturbüro geplanten Kursen, die bisweilen für ihre sterile Atmosphäre kritisiert worden sind (zum Beispiel Sepang, Shanghai oder Manama), ist der Kurs von Abu Dhabi ungleich spektakulärer.
Er ist teilweise dicht um ein künstliches Hafenbecken geführt und erinnert mit den darin liegenden Yachten an die Hafenpassage des Stadtkurses von Monaco.
Weiterhin spektakulär und ein weltweites Novum ist die Boxenausfahrt, die durch einen Tunnel unter der Auslaufzone der ersten Kurve verläuft. Sie mündet in den Anfang der darauffolgenden Passage, welche den Kurvenradien der Eau Rouge des Kurses von Spa-Francorchamps entspricht, ohne allerdings vergleichbare Höhenunterschiede aufzuweisen.
Die Start-und-Ziel-Gerade ist relativ kurz, Turn 1 ist eng, bietet deshalb wenig Überholmöglichkeiten. Die meisten Überholmanöver sind am Ende der längsten Gerade des aktuellen GP-Kalenders (2010) zwischen North und South Grandstand zu erwarten. Die folgende leicht gekrümmte Vollgaspassage mündet in eine ähnlich gute Überholmöglichkeit, ist aber deutlich kürzer.
Als weiteres Novum führt die Strecke unter einem brückenähnlichen Teil des Yas-Hotels hindurch. Dies erinnert wiederum aufgrund der Illumination seiner Fassade an die Allianz Arena in München.
Der GP von Abu Dhabi ist durch ein Park-and-ride-System zu besuchen. Eintrittstickets für das GP-Wochenende 2009 berechtigten zudem zum Besuch von Konzerten unter anderen von Aerosmith und Beyoncé, die vor der Ferrari World in unmittelbarer Nähe zum GP-Kurs stattfanden.

## Ergebnisse
| Auflage | Jahr | Strecke   | Sieger                                 | Zweiter                           | Dritter                             | Pole-Position                          | Schnellste Runde                       |
| ------- | ---- | --------- | -------------------------------------- | --------------------------------- | ----------------------------------- | -------------------------------------- | -------------------------------------- |
| 1       | 2009 | Yas-Insel | Sebastian Vettel (Red Bull-Renault)    | Mark Webber (Red Bull-Renault)    | Jenson Button (Brawn-Mercedes)      | Lewis Hamilton (McLaren-Mercedes)      | Sebastian Vettel (Red Bull-Renault)    |
| 2       | 2010 | Yas-Insel | Sebastian Vettel (Red Bull-Renault)    | Lewis Hamilton (McLaren-Mercedes) | Jenson Button (McLaren-Mercedes)    | Sebastian Vettel (Red Bull-Renault)    | Lewis Hamilton (McLaren-Mercedes)      |
| 3       | 2011 | Yas-Insel | Lewis Hamilton (McLaren-Mercedes)      | Fernando Alonso (Ferrari)         | Jenson Button (McLaren-Mercedes)    | Sebastian Vettel (Red Bull-Renault)    | Mark Webber (Red Bull-Renault)         |
| 4       | 2012 | Yas-Insel | Kimi Räikkönen (Lotus-Renault)         | Fernando Alonso (Ferrari)         | Sebastian Vettel (Red Bull-Renault) | Lewis Hamilton (McLaren-Mercedes)      | Sebastian Vettel (Red Bull-Renault)    |
| 5       | 2013 | Yas-Insel | Sebastian Vettel (Red Bull-Renault)    | Mark Webber (Red Bull-Renault)    | Nico Rosberg (Mercedes)             | Mark Webber (Red Bull-Renault)         | Fernando Alonso (Ferrari)              |
| 6       | 2014 | Yas-Insel | Lewis Hamilton (Mercedes)              | Felipe Massa (Williams-Mercedes)  | Valtteri Bottas (Williams-Mercedes) | Nico Rosberg (Mercedes)                | Daniel Ricciardo (Red Bull-Renault)    |
| 7       | 2015 | Yas-Insel | Nico Rosberg (Mercedes)                | Lewis Hamilton (Mercedes)         | Kimi Räikkönen (Ferrari)            | Nico Rosberg (Mercedes)                | Lewis Hamilton (Mercedes)              |
| 8       | 2016 | Yas-Insel | Lewis Hamilton (Mercedes)              | Nico Rosberg (Mercedes)           | Sebastian Vettel (Ferrari)          | Lewis Hamilton (Mercedes)              | Sebastian Vettel (Ferrari)             |
| 9       | 2017 | Yas-Insel | Valtteri Bottas (Mercedes)             | Lewis Hamilton (Mercedes)         | Sebastian Vettel (Ferrari)          | Valtteri Bottas (Mercedes)             | Valtteri Bottas (Mercedes)             |
| 10      | 2018 | Yas-Insel | Lewis Hamilton (Mercedes)              | Sebastian Vettel (Ferrari)        | Max Verstappen (Red Bull-TAG Heuer) | Lewis Hamilton (Mercedes)              | Sebastian Vettel (Ferrari)             |
| 11      | 2019 | Yas-Insel | Lewis Hamilton (Mercedes)              | Max Verstappen (Red Bull-Honda)   | Charles Leclerc (Ferrari)           | Lewis Hamilton (Mercedes)              | Lewis Hamilton (Mercedes)              |
| 12      | 2020 | Yas-Insel | Max Verstappen (Red Bull-Honda)        | Valtteri Bottas (Mercedes)        | Lewis Hamilton (Mercedes)           | Max Verstappen (Red Bull-Honda)        | Daniel Ricciardo (Renault)             |
| 13      | 2021 | Yas-Insel | Max Verstappen (Red Bull Racing-Honda) | Lewis Hamilton (Mercedes)         | Carlos Sainz jr. (Ferrari)          | Max Verstappen (Red Bull Racing-Honda) | Max Verstappen (Red Bull Racing-Honda) |
| 14      | 2022 | Yas-Insel | Max Verstappen (Red Bull Racing-RBPT)  | Charles Leclerc (Ferrari)         | Sergio Pérez (Red Bull Racing-RBPT) | Max Verstappen (Red Bull Racing-RBPT)  | Lando Norris (McLaren-Mercedes)        |
| 15      | 2023 | Yas-Insel | Max Verstappen (Red Bull Racing-RBPT)  | Charles Leclerc (Ferrari)         | George Russell (Mercedes)           | Max Verstappen (Red Bull Racing-RBPT)  | Max Verstappen (Red Bull Racing-RBPT)  |
| 16      | 2024 | Yas-Insel | Lando Norris (McLaren-Mercedes)        | Carlos Sainz jr. (Ferrari)        | Charles Leclerc (Ferrari)           | Lando Norris (McLaren-Mercedes)        | Kevin Magnussen (Haas-Ferrari)         |